# Electronic Entertainment Expo
Pour les articles homonymes, voir E3.
L’Electronic Entertainment Expo (en français : « Expo de divertissements électroniques »), plus connu sous le nom de E3 ou E3 (i-cube), était l'un des plus grands salons internationaux du jeu vidéo et des loisirs interactifs. À la suite d'une refonte du salon, après l'édition 2006, son nom avait été modifié pour devenir l'E3 Media and Business Summit lors des éditions 2007 et 2008.
Le salon était organisé chaque année par l'Entertainment Software Association (ESA). Ce salon annuel, à l'origine exclusivement réservé aux professionnels du secteur et aux journalistes, se tient au début du mois de juin au Los Angeles Convention Center à Los Angeles, États-Unis. Il s'étale sur trois jours et met à l'honneur les constructeurs de machines (Nintendo, Sony et Microsoft) et les éditeurs de jeux vidéo (EA, Activision, Ubisoft, etc.). Les conférences sont généralement diffusées en streaming sur internet, tandis que des chaînes de télévision spécialisées, comme Nolife ou encore Game One, diffusent et organisent des émissions en direct du salon.
Le salon ne se sera jamais relevé de la pandémie de Covid-19 et de la mise en place de conférences et annonces dématérialisées de la part de nombreux éditeurs et constructeurs. L'annonce officielle de la fin de l'E3 a eu lieu le 12 décembre 2023, après deux années d'annulation consécutives. La dernière édition en présence physique aura été l'E3 2019, suivi de l'E3 2021 uniquement en ligne, soit l'ultime édition de ce salon.

## Histoire

### Création du salon

Logo du salon entre 2012 et 2014.

En 1994, le jeu vidéo ne disposait pas de salon lui étant réservé et les professionnels du secteur se rencontraient dans des salons plus généralistes, comme le Consumer Electronics Show (CES), qui se déroulait deux fois par an. Il ouvre ses portes en 1995, débute avec 50 000 visiteurs. Le syndicat des éditeurs américains, l'Interactive Digital Software Association (IDSA), crée alors son propre salon annuel, réservé aux professionnels ; la première édition de l’Electronic Entertainment Expo (E3) ouvre ses portes en 1995. Depuis 1998, un groupe, indépendant du salon, remet les Game Critics Awards qui récompensent les meilleurs jeux dans différentes catégories.

### Changement de format
À partir de 2006, les coûts d'exposition toujours croissants poussent les acteurs du secteur à se concentrer sur un nombre limité de salons annuels. Le salon de l'E3 a réussi à devenir incontournable et ce sont donc ses concurrents, le CES de Las Vegas, l'ECTS de Londres et le TGS de Tokyo, qui font les frais de ce recentrement. Malheureusement, l'E3 est victime de son succès et les gros éditeurs (Microsoft, Blizzard Entertainment et sa BlizzCon, etc.) préfèrent organiser leur propre salon de façon à réduire leurs coûts. Face à la possible disparition de cet énorme événement, Doug Lowenstein, président de la Entertainment Software Association, tient une conférence de presse. Il y explique que l'E3 se déroulera encore en 2007 et pour les années à venir, mais à Santa Monica. Mais l'E3 aura désormais les allures d'un salon de jeux vidéo conventionnel, il se déroulera dans plusieurs hôtels de la ville, assez proches les uns des autres, et les éditeurs auront chacun un lieu bien réservé ; les présentations de jeux ressembleront à des conférences de presse, le tout sera donc bien plus conventionnel qu'auparavant. Cependant, une salle commune à tous les éditeurs est prévue, mais l'ESA s'occupera de rendre chaque partie conventionnelle et pratique. À la suite de ces changements, le salon est renommé « E3 Media and Business Summit »,.
En 2007, le nombre de visiteurs décline à seulement 10 000. Pour l'édition suivante de 2008, en raison de plaintes et des difficultés à tenir le salon dans la petite ville de Santa Monica, l'E3 revient à Los Angeles. La nouvelle formule ne change pas de l'année précédente, l'évènement n'utilisera qu'un seul hall du Los Angeles Convention Center, contrairement aux éditions précédant l'E3 2007. La presse et les exposants ne sont toutefois pas satisfaits par cette formule, et certains[Qui ?] menacent d'abandonner le salon[réf. nécessaire]. 

### Remise en question et ouverture au public
À la suite de ce second échec, l'ESA décide de revenir à la formule de 2006 pour l'E3 2009, en annonçant également que l'événement est avant tout destiné aux professionnels et à la presse. Le salon redevient ainsi l'Electronic Entertainment Expo, et les sessions des années 2009, 2010, 2011, 2012, 2013, 2014 et 2015 se déroulent au Los Angeles Convention Center.

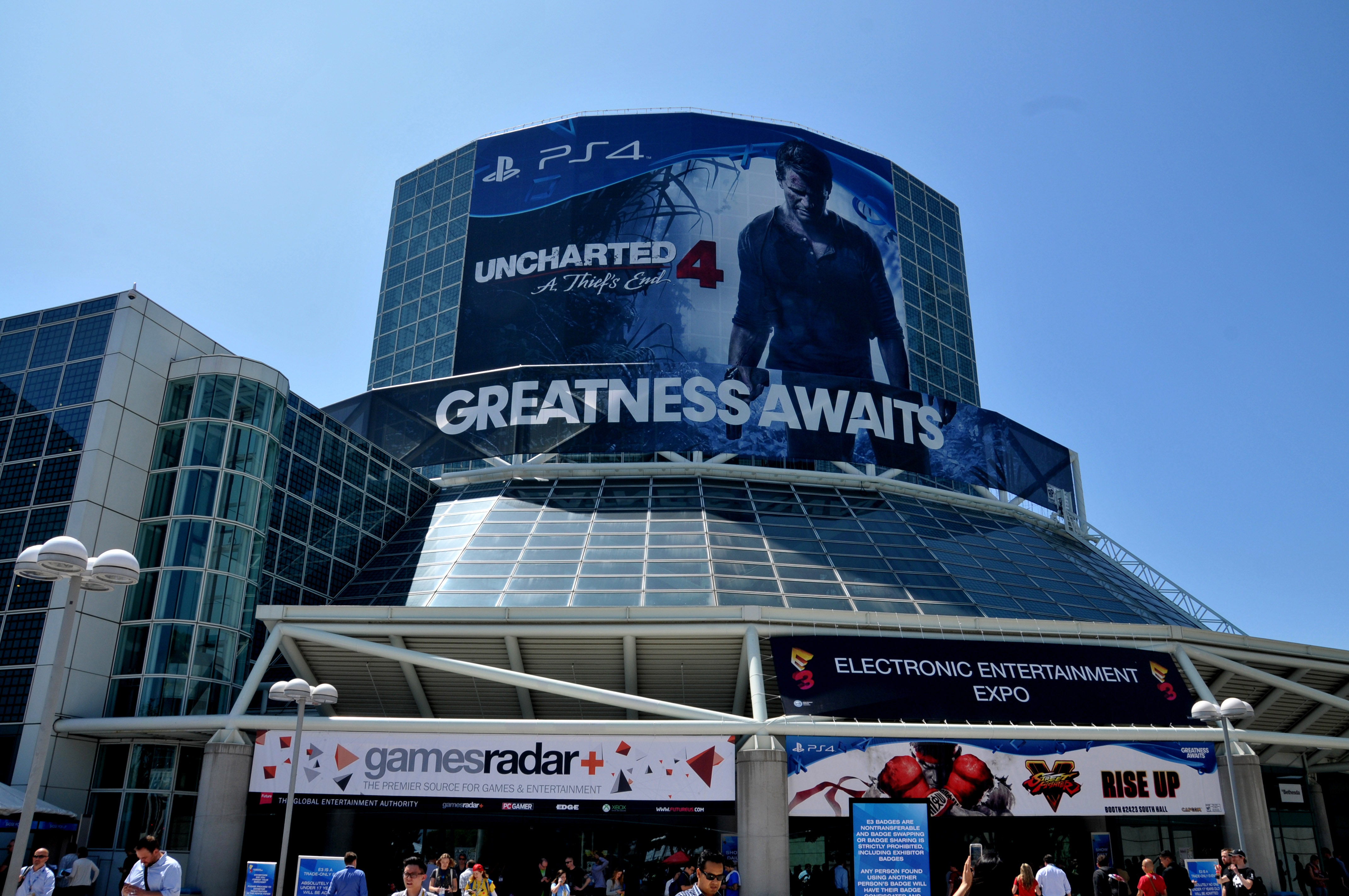
Édition 2015 de l'E3.

Pour son édition 2015, la formule de l'E3 est toutefois légèrement modifiée en permettant à des non-professionnels d'entrer sur le salon. Cette ouverture au public reste partielle et ne se fait qu'à l'aide de l'une des quelques milliers d'invitations distribuées par certains éditeurs. Cependant, avec la démocratisation de l'info en direct et des conférences via Internet, les éditeurs sont de moins en moins intéressés par le salon, coûtant trop cher pour eux et étant moins efficace qu'un événement organisé seul.
En 2017, le salon s'ouvre pour la première fois au grand public, avec 15 000 billets mis en vente le 13 février 2017.
En 2019, Sony ne participe pas à l'événement. Cette absence est expliquée lors d'un communiqué officiel parvenu à Game Informer.

### Annulations en cascade à la suite du Covid-19 et fermeture
En 2020, l'E3 est annulé à cause des préoccupations concernant la pandémie de Covid-19. En 2021, toujours en raison de la pandémie, une édition uniquement en ligne est proposée. En 2022, l'exposition est de nouveau annulée sans que l'organisation ne précise les raisons exactes. 
En 2023, malgré la levée des restrictions liées à la pandémie, l'événement est de nouveau annulé. Les plus grands éditeurs de jeux vidéo avaient auparavant annoncés qu'ils ne participeraient pas à cette édition, préférant des communications dématérialisées désormais,.
Le 12 décembre 2023, l'Entertainment Software Association annonce l'arrêt définitif de l'E3,.

### Éditions
Le tableau ci-dessous récapitule tous les lieux ainsi que les développeurs de jeux vidéo présents.
| Nom                             | Dates                | Lieu                                                   | Nombre de visiteurs attendus | Entreprises présentes | Notes |
| ------------------------------- | -------------------- | ------------------------------------------------------ | ---------------------------- | --- | --- |
| E3 1995                         | 11 - 13 mai 1995     | Los Angeles Convention Center, Los Angeles, California | 40 000                       | Nintendo, Sega, Sony | Début du spectacle. |
| E3 1996                         | 16 - 18 mai 1996     | Los Angeles Convention Center, Los Angeles, California | 57 795                       | Nintendo, Sega, Scavenger, Inc., Sony | |
| E3 1997                         | 19 - 21 mai 1997     | Georgia World Congress Center, Atlanta, Georgia        |                              | Nintendo, Sega, Sony | Déménagement à Atlanta en raison de l'impossibilité de sécuriser le centre de congrès de Los Angeles.                                                                                     |
| E3 1998                         | 28 - 30 mai 1998     | Georgia World Congress Center, Atlanta, Georgia        |                              | Nintendo, Sega, Sony | |
| E3 1999                         | 13 - 15 mai 1999     | Los Angeles Convention Center, Los Angeles, California |                              | Nintendo, Sega, Sony | |
| E3 2000                         | 11 - 13 mai 2000     | Los Angeles Convention Center, Los Angeles, California |                              | Microsoft, Nintendo, Sega, Sony | |
| E3 2001                         | 17 - 19 mai 2001     | Los Angeles Convention Center, Los Angeles, California |                              | Microsoft, Nintendo, Sega, Sony | |
| E3 2002                         | 22 - 24 mai 2002     | Los Angeles Convention Center, Los Angeles, California |                              | Microsoft, Nintendo, Sony | |
| E3 2003                         | 14 - 16 mai 2003     | Los Angeles Convention Center, Los Angeles, California | 60 000                       | Microsoft, Nintendo, Sony | |
| E3 2004                         | 11 - 14 mai 2004     | Los Angeles Convention Center, Los Angeles, California | 65 000                       | Microsoft, Nintendo, Sony | |
| E3 2005                         | 18 - 20 mai 2005     | Los Angeles Convention Center, Los Angeles, California | 70 000                       | Microsoft, Nintendo, Sony | Fiche de présence actuelle à l'E3. |
| E3 2006                         | 10 - 12 mai 2006     | Los Angeles Convention Center, Los Angeles, California | 60 000                       | Microsoft, Nintendo, Sony | |
| E3 Media & Business Summit 2007 | 11 - 13 juillet 2007 | Santa Monica Airport, Santa Monica, California         | 10 000                       | Microsoft, Nintendo, Sony | Un espace plus limité pour réduire la participation du public, salon davantage axé sur les médias et les détaillants.                                                                     |
| E3 Media & Business Summit 2008 | 15 - 17 juillet 2008 | Los Angeles Convention Center, Los Angeles, California | 10 000                       | Microsoft, Nintendo, Sony | |
| E3 2009                         | 2 - 4 juin 2009      | Los Angeles Convention Center, Los Angeles, California | 41 000                       | Microsoft, Nintendo, Sony | Retour au format original, permettant l'accès à d'autres professions du développement de jeux en plus des médias et des détaillants.                                                      |
| E3 2010                         | 14 - 17 juin 2010    | Los Angeles Convention Center, Los Angeles, California | 45 600                       | Electronic Arts, Konami, Microsoft, Nintendo, Sony, Ubisoft | |
| E3 2011                         | 7 - 9 juin 2011      | Los Angeles Convention Center, Los Angeles, California | 46 800                       | Electronic Arts, Konami, Microsoft, Nintendo, Sony, Ubisoft | |
| E3 2012                         | 5 - 7 juin 2012      | Los Angeles Convention Center, Los Angeles, California | 45 700                       | Electronic Arts, Konami, Microsoft, Nintendo, Sony, Ubisoft | |
| E3 2013                         | 11 - 13 juin 2013    | Los Angeles Convention Center, Los Angeles, California | 48 200                       | Electronic Arts, Konami, Microsoft, Nintendo, Sony, Ubisoft | Premier salon où Nintendo utilise des vidéos pré-enregistrés plutôt que des conférences de presse pour ses évènements.                                                                    |
| E3 2014                         | 10 - 12 juin 2014    | Los Angeles Convention Center, Los Angeles, California | 48 900                       | Electronic Arts, Microsoft, Nintendo, Sony, Ubisoft | |
| E3 2015                         | 16 - 18 juin 2015    | Los Angeles Convention Center, Los Angeles, California | 52 200                       | Bethesda Softworks, Electronic Arts, Microsoft, Nintendo, Oculus VR, Sony, Square Enix, Ubisoft | Lancement du « PC Gaming Show », qui présente des jeux PC à travers une gamme de développeurs et d'éditeurs. Depuis cette année, Bethesda Softworks a tenu sa propre conférence annuelle. |
| E3 2016                         | 14 - 16 juin 2016    | Los Angeles Convention Center, Los Angeles, California | 50 300                       | Bethesda Softworks, Electronic Arts, Kadokawa Games, Microsoft, Nintendo, Sony, Square Enix, Ubisoft | À partir de cette année, Electronic Arts n’a pas participé à l'E3, mais à un événement séparé "EA Play" avant le début de l’E3.                                                           |
| E3 2017                         | 13 - 15 juin 2017    | Los Angeles Convention Center, Los Angeles, California | 68 400                       | Bethesda Softworks, Devolver Digital, Electronic Arts, Intel, Microsoft, Nintendo, Sony, Ubisoft | Premier salon ouvert au public, avec 15 000 billets vendus. |
| E3 2018                         | 12 - 14 juin 2018    | Los Angeles Convention Center, Los Angeles, California | 69 200                       | Atlus, Bethesda Softworks, Devolver Digital, Electronic Arts, Microsoft, Nintendo, Sega, Sony, Square Enix, Ubisoft | 69 200 participants cette année, le plus important depuis 2005. |
| E3 2019                         | 11 - 13 juin 2019    | Los Angeles Convention Center, Los Angeles, California | 66 100                       | Bethesda Softworks, Devolver Digital, Microsoft, Nintendo, Square Enix, Ubisoft | Le premier spectacle de l'histoire de l'E3 auquel Sony n'a pas assisté. |
| E3 2020                         | Annulé               | Annulé                                                 | Annulé                       | Annulé | Annulé à cause des risques liés à la pandémie de Covid-19,. |
| E3 2021                         | 12 - 15 juin 2021    | En ligne                                               |                              | Nintendo, Microsoft, Capcom, Ubisoft, Take-Two Interactive, Warner Bros, Koch Media, Square Enix, Sega, Bandai Namco Entertainment, XSEED/Marvelous USA, Gearbox, Freedom Games, Devious Eye Entertainment, Turtle Beach, Verizon | Le premier E3 en numérique de l'histoire à cause de la pandémie de Covid-19. |
| E3 2022                         | Annulé               | Annulé                                                 | Annulé                       | Annulé | - |
| E3 2023                         | Annulé               | Annulé                                                 | Annulé                       | Annulé | - |

## Statistiques
Inclus les visiteurs grand public, hors journalistes et professionnels, non autorisés lors des éditions précédant 2015.
| Année | Date          | Nombre de visiteurs | Nombre de visiteurs   | Nombre d'exposants  | Surface d'exposition |
| Année | Date          | Professionnels      | Grand public          | Nombre d'exposants  | Surface d'exposition |
| ----- | ------------- | ------------------- | --------------------- | ------------------- | -------------------- |
| 1995  | 11-13 mai     | 38 000              | Fermé au grand public | 350                 | 65 000 m2            |
| 1999  | 13-15 mai     | 40 000              | Fermé au grand public |                     | 67 000 m2            |
| 2002  | 22-24 mai     | 60 000              | Fermé au grand public | 400                 | 67 000 m2            |
| 2003  | 13-15 mai     | 60 000              | Fermé au grand public | 400                 | 67 000 m2            |
| 2004  | 15-18 mai     | 60 000              | Fermé au grand public | 400                 | 67 000 m2            |
| 2005  | 18-20 mai     | 70 000              | Fermé au grand public | 400                 | 50 120 m2            |
| 2006  | 9-12 mai      | 60 000              | Fermé au grand public | 400                 | 57 000 m2            |
| 2007  | 11-13 juillet | 4 000               | Fermé au grand public | 32                  | 42 000 m2            |
| 2008  | 15-17 juillet | 5 000               | Fermé au grand public | 38                  | 3 258 m2             |
| 2009  | 2-4 juin      | 41 000              | Fermé au grand public | 216                 | 67 000 m2            |
| 2010  | 15-17 juin    | 45 600              | Fermé au grand public | 300                 | 67 000 m2            |
| 2011  | 7-9 juin      | 46 800              | Fermé au grand public | 200                 | 67 000 m2            |
| 2012  | 5-7 juin      | 45 700              | Fermé au grand public | 250                 | 67 000 m2            |
| 2013  | 11-13 juin    | 48 200              | Fermé au grand public | Non communiqué      | 67 000 m2            |
| 2014  | 10-12 juin    | 48 900              | Fermé au grand public | Non communiqué      | 67 000 m2            |
| 2015  | 16-18 juin    | 47 000              | 5 000                 | 300                 | Non communiqué       |
| 2016  | 14-16 juin    | 50 300,             | 20 000                | 250                 | Non communiqué       |
| 2017  | 13-15 juin    | 68 400              | 15 000                | Non communiqué      | Non communiqué       |
| 2018  | 12-14 juin    | 69 200              | 15 000                |                     |                      |
| 2019  | 11-13 juin    | 66 100              |                       | 200                 |                      |
| 2020  | Annulé        | Annulé              | Annulé                | Annulé              | Annulé               |
| 2021  | 12-15 juin    | Événement numérique | Événement numérique   | Événement numérique | Événement numérique  |
| 2022  | Annulé        | Annulé              | Annulé                | Annulé              | Annulé               |
| 2023  | Annulé        | Annulé              | Annulé                | Annulé              | Annulé               |